# Świerżeń (gmina)
Świerżeń – dawna gmina wiejska istniejąca do 1939 roku w woj. nowogródzkim. Siedzibą gminy było miasteczko Nowy Świerżeń (1246 mieszk. w 1921 roku).
Początkowo gmina należała do powiatu mińskiego. 12 grudnia 1920 r. została przyłączona do nowo utworzonego powiatu stołpeckiego pod Zarządem Terenów Przyfrontowych i Etapowych. 19 lutego 1921 r. wraz z całym powiatem weszła w skład nowo utworzonego województwa nowogródzkiego. 15 kwietnia 1930 roku do gminy Świerżeń przyłączono część obszaru gmin Stołpce i Mir. 
Po wojnie obszar gminy Świerżeń został odłączony od Polski i włączony do Białoruskiej SRR. 
Nie mylić z gminą Świerże.